# Sonatas para clarinete (Brahms)
Las Sonatas para clarinete n.º 1 y n.º 2, op. 120 de Johannes Brahms fueron escritas durante el verano de 1894 en Ischl para el clarinetista Richard Mühlfeld, después de que Brahms fuera cautivado por las interpretaciones de Mühlfeld.

## Composición
Conservamos la fuente directa de Brahms, pues existen algunos bocetos de la obra en los archivos de la Gesellschaft der Musikfreunde, (Sociedad de amigos de la música). Probablemente, la primera transcripción, hecha por el propio autor, de la versión completa de las dos piezas y de las particelas de clarinete fueron terminadas en la segunda mitad del mes de agosto de 1894. El día 26 de ese mes Brahms invitó a Mühlfeld a venirle a visitar a Ischl, pero el motivo de la invitación no sería revelado hasta el día 30, en que, en una carta, el compositor escribe a su colega: ‘‘No estuve tan loco como para escribir para ti un concierto de clarinete. Si todo va bien, serán dos modestas sonatas con piano’’. Tres semanas más tarde, ambos se reunieron en Berchtesgaden, donde en los días que transcurrieron entre el 19 y el 25 de septiembre tuvieron lugar los primeros ensayos y actuaciones privadas de las dos piezas.
En el mes de noviembre de 1894, Brahms y Mühlfeld tocaron en al menos siete ocasiones de forma privada las nuevas sonatas en Frankfurt (en la casa de Clara Schumann), así como en Mainingen y en el castillo de Altenstein, la casa de campo del Duque de Mainingen.
Ya el 14 de octubre Brahms había invitado a su viejo amigo, el violinista Joseph Joachim, a las actuaciones de Frankfurt, y al mismo tiempo comunicó que llevaría una parte a la viola, en el caso de que Mühlfeld  se sintiese indispuesto. Por ello, suponemos que para esta fecha la versión para viola de las sonatas ya debía de existir, presumiblemente en forma de autógrafo copiado de la parte original. A pesar de que Mühlfeld pudo finalmente presentarse en el concierto, es probable que Brahms utilizara esta oportunidad para reunirse con Joachim e intentar patentar una versión alternativa de las piezas.
El 21 de noviembre de 1894 Brahms regresó a Viena, y parece que rápidamente contactó con su copista, William Kupfer, para que hiciera copias de las partituras y de las partes tanto de clarinete como de viola con intención de interpretar ambas versiones en los próximos conciertos que tenía programados en esa misma ciudad a comienzos del año próximo. El 7 de enero de 1895, Brahms y Mühlfeld tocaron juntos las sonatas en un recital dentro de la Vienna Tonkünstleverein. Las primeras actuaciones en público tuvieron lugar el 8 de enero (Sonata n.º 2) y el 11 del mismo mes (Sonata n.º 1) en la Bösendorfersaal de Viena. Entre lo que restaba de enero y el mes de febrero más de seis actuaciones se realizaron en Leipzig, Mannheim, Frankfurt, Rüdesheim, Merseburg y Mainingen.
Inmediatamente después de este último, el 26 de febrero, Brahms envió las copias de los manuscritos de las partituras y las partes de clarinete al editor Fritz Simrock para ser usadas como las copias definitivas; la parte de viola tardó unos días más, debido a que estaba siendo profundamente revisada.
La versión de clarinete estaba lista ya el 6 de marzo, copias que recibió y conservó Mühlfeld. En este tiempo, Brahms debió haberse percatado de nuevos fallos en la versión de viola, pues la revisó varias veces y envió cambios a Simrock hasta en tres ocasiones seguidas (14 y 22 de marzo y 1 de abril).
A pesar de que estas últimas correcciones probablemente ya habían sido llevadas a cabo a principios de abril, la primera edición de las dos sonatas opus 120 no fueron lanzadas hasta mediados de junio de 1895. Este retraso se debió a que Simrock pidió aparentemente a Mühlfeld permiso para añadir algunos detalles de sus interpretaciones, que, finalmente, por motivos desconocidos, finalmente no fueron publicados.
Las dos sonatas fueron bien aceptadas por la mayor parte de los críticos musicales de la época (algunas minorías las rechazaron categóricamente, como hicieron los más conservadores: ‘Clasicistas’, o los progresistas: ‘Nuevos alemanes’).
Por ello, tras la actuación de Brahms y Mühlfeld en Leipzig el 27 de enero de 1895 el Musikalisches Wochenblatt comentaba:
‘‘La música que el maestro nos dio con sus dos sonatas evita, probablemente de manera intencionada, complacer a las masas; las sonatas serán tanto o más apreciadas, aun así, por todos aquellos que comprendan su belleza interna y su esplendor; ellas nos ofrecen una primavera de pura alegría […]. […] No podemos decir cuál de las dos sonatas es la más apreciada’’9.
Si aquí no querían dar prioridad o preferencia a una sonata por encima de la otra, otras opiniones mostraban una cierta preferencia a la n.º 2: ‘‘El primer movimiento de la sonata en Eb mayor es delicioso’’, escribía Eduard Hanslick tras el estreno en Viena los días 8 y 11 de enero:
‘‘Un tema que parece caído del mismo cielo o, mejor, elevado por encima de los más bellos días de la juventud, lleno de dulce enamoramiento y dicha. Debido a esta melodía, con la que el clarinete comienza sin ningún preliminar, intoxicado por su propia canción, es este mi movimiento favorito, y para mí la 2ª sonata en Eb mayor antes que la 1ª en fa menor’’
Mediante la publicación de sus Sonatas para clarinete op. 120 desde el principio junto con la parte alternativa de viola (incluso una versión para violín y piano del verano de 1895) Brahms, obviamente, quería asegurar una mayor y fácil difusión de estas últimas. A pesar de que las versiones para cuerda eran secundarias, Brahms les dio una cierta independencia de la parte de clarinete en numerosos y característicos detalles.

## Estructura
La Sonata n.º 1 en fa menor, opus 120 n.º 1, se compone de los siguientes movimientos:

1. Allegro appassionato
2. Andante un poco adagio
3. Allegretto grazioso

4. Vivace

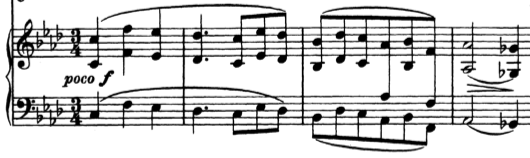
Introducción de piano del Allegro appassionato.

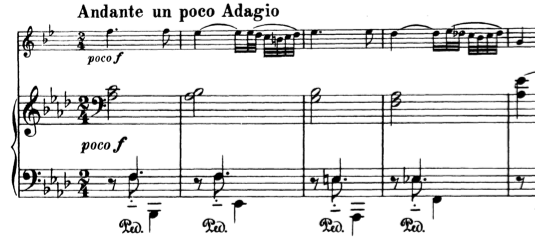
Movimiento descendente del clarinete en el principio del segundo movimiento.

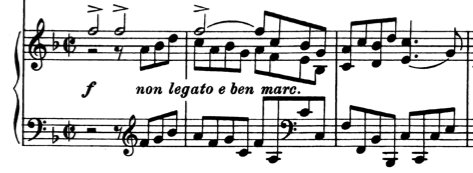
Introducción del último movimiento.

La Sonata n.º 2 en mi bemol mayor, opus 120 n.º 2 tiene tres movimientos:
1. Allegro amabile
2. Allegro appassionato
3. Andante con moto, allegro